# São Martinho
São Martinho là một đô thị thuộc bang Rio Grande do Sul, Brasil. Đô thị này có diện tích 171,661 km², dân số năm 2007 là 5853 người, mật độ 34,1 người/km².